# Croton peltatus
Espèce
Classification APG III (2009)
Croton peltatus est une espèce de plantes à fleurs du genre Croton et de la famille des Euphorbiaceae, présente à Java, en Indonésie.